# 조준호 (1959년)
조준호(1959년 2월 16일 ~ )는 서울특별시에서 태어난 대한민국의 기업인이다.
LG 구조조정본부 경영혁신추진본부 이사, LG 정보통신 단말사업본부 단말기획담당 상무, LG전자 정보통신 전략담당 부사장, LG그룹 대표이사 부사장을 거쳐 2009년부터 LG그룹 대표이사 사장을 맡고 있다.

## 학력
- 휘문고등학교
- 서울대학교 사회과학대학 경제학과
- 시카고대학교 대학원 마케팅학 석사